# Rivière Victoria (lac Mégantic)
Pour les articles homonymes, voir Rivière Victoria.
La rivière Victoria est un affluent de la rivière Chaudière, donc un sous-affluent du fleuve Saint-Laurent.
La rivière Victoria coule dans les municipalités de Val-Racine, de Piopolis et de Marston, dans la municipalité régionale de comté (MRC) de Le Granit, dans la région administrative de l'Estrie, au Québec, au Canada.

## Géographie
Les principaux versants voisins de la rivière Victoria sont :
- côté nord : ruisseau Gunn, rivière Glen ;
- côté est : lac Mégantic, ruisseau Quinion, rivière Bergeron ;
- côté sud : ruisseau de la Fromagerie, ruisseau Déloge, rivière Chesham, rivière Bergeron ;
- côté ouest : Rivière au Saumon (Le Haut-Saint-François), ruisseau Turcotte.

La rivière Victoria prend sa source dans le lac Noël (longueur : 0,4 km ; altitude : 534 m). Ce lac est situé à 2,4 km à l'est du sommet du mont Saint-Joseph lequel est situé sur le flanc Est du Mont Mégantic. Cette source est située à 5,1 km au nord du centre du village de Notre-Dame-des-Bois et à 3,9 km au sud-ouest du centre du village de Val-Racine.
Dans son cours vers le nord, puis vers l'est, la rivière Victoria coule sur 21,2 km répartis selon les segments suivants :
- 3,5 km vers le nord, en recueillant divers ruisseaux qui draine le flanc nord-est du Mont Mégantic, jusqu'à une route qu'elle coupe à 1,0 km au sud du centre du village de Val-Racine ;
- 1,3 km vers le nord-est, jusqu'à la route qu'elle coupe à 0,5 km à l'est du centre du village de Val-Racine ;
- 3,1 km vers le nord-est, jusqu'à un ruisseau (venant de l'ouest) ;
- 1,5 km vers l'est, jusqu'à une route ;
- 2,7 km vers le nord-est, jusqu'à la limite entre les municipalités de Val-Racine et de Piopolis ;
- 1,2 km vers l'est, jusqu'à la limite entre les municipalités de Piopolis et de Marston ;
- 6,5 km vers l'est en recueillant la décharge du lac McKenzie (Marston) (venant du nord-ouest), jusqu'à la route 263 ;
- 1,4 km vers l'est, jusqu'à sa confluence.

La rivière Victoria se jette sur la rive ouest de la baie Victoria du lac Mégantic dans la municipalité de Marston. Cette confluence est située au sud-est du centre du village de Marsboro, au sud-est du centre-ville de Lac-Mégantic et au nord du village de Piopolis. Un pont a été aménagé près de la confluence de la rivière Victoria, soit au pied de la "côte du Bois", entre les hameaux de Vieux-Piopolis et de Marsboro.

## Toponymie
Le toponyme de ce cours d'eau a été attribué vers le milieu du XIXe siècle en l'honneur de la reine Victoria dont le règne s'est étendu de 1837 à 1901.
Le toponyme "rivière Victoria" a été officialisé le 5 décembre 1968 à la Commission de toponymie du Québec